# Righeira
Righeira var en italiensk italo disco-duo, grundad av sångarna och keyboardisterna Johnson Righeira och Michael Righeira i Turin, 1983. Righeira var till en början förankrade i italo disco-genren, som då var relativt ny i Europa, men utvecklade senare sin musikaliska stil genom att plocka in element från genrer som syntpop och new wave. Under senare tid utforskade de fler musikstilar, bl.a. elektronisk musik och vanlig pop, men lyckades behålla kvalitet byggd på Johnsons djupa och uttrycksfulla sångröst som kompletterades av Michaels ljusare toner. Genom en växande popularitet, tack vare sin ironiska stil och unika klädkod, har duon flera gånger uppträtt på populära nattklubbar och olika musikfestivaler under de år de varit aktiva på scenen.
Duon bildades i samband med att båda medlemmarna beslutade sig för att satsa på en gemensam musikkarriär efter att ha lärt känna varandra som skolkamrater i Turin. Inom de första månaderna efter duons bildande hade de skrivit kontrakt med ett flertal skivbolag och även hunnit ge ut debutalbumet Righeira (1983). I och med utgivningen av albumet samt singlarna "Vamos a la playa" och "No Tengo Dinero", lyckades duon få ett rykte som en modern dansduo. I mitten av 1980-talet stod de återigen i rampljuset efter släppet av singeln "L'estate sta finendo", en låt som blev populär hos den yngre generationen. Den blev det vinnande bidraget vid sångtävlingen Festivalbar under sommaren 1985. Duons andra album, Bambini Forever (1986), hade mindre framgång när det gavs ut sommaren 1986, men innehöll låtar som "Italians a Go-Go" och "Oasi in città" samt "Innamoratissimo", en låt som de uppträdde med under San Remo-festivalen 1986.
Righeira arbetade aktivt under större delen av 1980-talet och skapade sig ett namn bland den italienska publiken.  Direkt efter lanseringen av deras tredje studioalbum, ‘’Uno, Zero, Centomila’’ (1992), gick duon skilda vägar för första gången. Under de följande sju åren utforskade båda sångarna nya musikaliska riktningar, inspirerade av genrer som eurodance, rock, reggae och italo house.
År 1999 återförenades de och gjorde en framgångsrik comeback genom att spela in och ge ut ny musik samtidigt som de målade upp en mer ironisk och elektronisk bild av sig själva. Duon släppte nyinspelade versioner av några av sina största hits, inklusive “Vamos a la playa”, år 2001. De fortsatte att experimentera med sin nya image, vilket resulterade i ett fjärde album, ‘’Mondovisione’’ (2007), som fick blandade framgångar. Efter att ha uppträtt tillsammans i över 25 år upplöstes duon för andra gången 2016.
Righeira hann under sin tid som aktiv musikduo ge ut fyra studioalbum samt ett flertal singlar och lyckats sälja flera miljoner kopior världen över. Duon är en av de mest progressiva inom italo disco-genren tillsammans med sina producenter, La Bionda.

## Historia

### 1980–1983: Bildandet
Stefano Righi och Stefano Rota lärde känna varandra som skolkamrater på gymnasieskolan Albert Einstein i Turin. I början av sin karriär hade de båda tröttnat på sin "banala vänskap" och blev till slut "musikaliska bröder". När de började uppträda skaffade både Righi och Rota nya artistnamn och gjorde sig kända som Johnson och Michael, samtidigt som de antog efternamnet "Righeira". Namnet Righeira uppkom när Righi gav sitt eget efternamn ett brasilianskt-portugisiskt uttal. När Righi senare beskrev en ung version av sig själv sa han: "Jag gillade kanske idén av att vara en inföding ... allt detta blev till slut till en karaktär."
År 1980 startade Stefano Righi sin karriär när han som solosångare gav ut debutsingeln "Bianca Surf", med hjälp av producenterna Giulio Tedeschi och Oderso Rubini. Sångaren från punkbandet Skiantos, Roberto "Freak" Antoni, som har rötter i staden Bologna, kom senare att spela in en coverversion av låten tillsammans med Stefano Righi. År 2006 utgavs en CD i Italien vid namn Ex punk, ora venduto som innehöll många av Righis tidiga musikaliska verk från hans karriärstart i början på 1980-talet.
Stefano Righi lade grunden för låten "Vamos a la playa" 1981. Idén uppstod när han tillsammans med några bekanta besökte en gemensam väns musikstudio i Florens. Righi skapade melodin till låten genom att spela enkla toner på en keyboard för att skapa ett futuristiskt ljud. Enligt honom själv uppkom refrängen "Vamos a la playa, oh oh oh oh oh" i hans huvud under tiden som han spelade på keyboarden. Melodierna i låten spelades senare in via en gammal analog synt. Låten var inspirerad av 1960-talet och var tänkt att komma ut som en post-atomisk strandlåt med elektriska inslag. Det stora projektet påbörjades under början av 1981 och skrevs klart innan Righi och Rota gjorde militärtjänst, för att senare under våren redigeras och ges ut. När låten spreds tillät befälet att båda sångarna vid flera tillfällen fick delta i TV-framträdanden. Samma år när Stefano Rota genomförde sin audition sjöng han både "Vamos a la playa" och en italiensk version av det västtyska elektropunkbandet Deutsch Amerikanische Freundschafts låt "Der Mussolini", kallad "Balla Marinetti". Under denna period var han tidvis känd under namnet "Italo Monitor". Den italienska titeln "Balla Marinetti" var en referens till författaren och grundaren av futurismrörelsen, Filippo Tommaso Marinetti.
Varken Righi eller Rota hade någon klassisk skolning när de bestämde sig för att starta sin karriär. Båda var mer intresserade av ljudet och melodierna av sina låtar än att faktiskt göra dem. Deras kunskap och intressen inom grafisk design och filmbranschen hjälpte dem att bli medvetna om hur en modern italiensk musiker skulle se ut. När inspelningarna startade under 1983 saknade de fortfarande kunskap om att producera och ge ut musik på egen hand. På den fronten fick de hjälp av de framgångsrika italienska La Bionda-bröderna, Michelangelo och Carmelo, från Milano. De hade träffat bröderna 1982 och skrivit kontrakt som skulle gälla fram till 1987.
Righeira blev introducerade till La Bionda som sångare. La Bionda ville att de istället skulle vara programledare för en planerad produktion på grund av sitt utseende och attityd. Duon tackade nej för att de var ivriga på att göra något av sina inspelningar. Under tiden som Righeira var tecknade under La Biondas namn hade de möjligheten att experimentera med sitt eget sound. Duons debutalbum Righeira, utgivet 1983, bestod av futuristiska och moderna melodier med texter om kärnvapenförintelse. Detta skiljde duon från sina producenter, som under 1970-talet hade nått framgång, både i Italien och internationellt, inom disco-genren för sina romantiska låtar.

#### Righeira
Utgiven i början av 1983 blev "Tanzen Mit Righeira" Righeiras debutsingel. Mellan augusti och september 1983 spelade Righeira in åtta låtar till sitt debutalbum, Righeira, i Weryton Studios lokaler i München, Västtyskland. Efter den måttliga framgången med "Tanzen mit Righeira" utgavs singeln "Vamos a la playa" i maj 1983, flera månader före debutalbumet. Den nådde nummer ett i Italien och höll topplaceringen i sju veckor samtidigt som den fick kommersiell framgång utomlands och lyckades sälja över tre miljoner kopior. Framgången medförde ökad medieexponering och "Vamos a la playa" blev ett populärt slagord under sommaren, vilket gjorde Righi och Rota till kändisar i Italien.
Duons tredje singel, "No Tengo Dinero", kom ut under hösten och blev ytterligare en internationell hit. Producenten Carmelo La Bionda skrev senare att "det fanns producenter i Spanien som tog inspiration från dessa hits för att börja göra liknande musik." Låten skrevs på spanska eftersom det ansågs vara en ovanlig kombination med den elektroniska popmusiken. "No Tengo Dinero" utgavs senare i andra länder, inklusive Storbritannien och USA, via skivbolaget A&M. Det gjordes korta musikvideor för båda låtarna; i september gjordes ett framförande på det brittiska musiklisteprogrammet Top of the Pops. Till en början förhindrades duon att utnyttja sina framgångar eftersom de båda blev inkallade till militärtjänst.
Reklammusikvideon för "No Tengo Dinero" var en animerad video, något som betraktades som en ovanlig teknik att använda sig av för att göra musikvideor på den tiden. Eftersom duon inte kunde spela in musikvideor på egen hand skickades storyboards till en regissör för att göra animerade videor. Med denna metod kunde duon popularisera sin nya postmoderna futuristiska stil och samtidigt marknadsföra sin musik.
Sången "Luciano Serra Pilota", som fanns med på A-sidan av Righeira-albumet, släpptes inte som en singel men nådde ändå goda framgångar i Italien. När Stefano Righi skrev låten hämtade han inspiration från den italienska krigsfilmen Luciano Serra, Pilot, utgiven 1938 med Amedeo Nazzari som Luciano Serra i huvudrollen. I den animerade musikvideon till låten ses Righi och Rota dansa och sjunga, samtidigt som de står och sitter på ett inklippt biplan, iklädda pilotuniformer. Musikvideon har beskrivits av den tyska Rolling Stone-skribenten Eric Pfeil som en "parodi på fascistiska hjältar".

### 1984–1988: Växande internationell framgång

#### Festivalbar
Låten "L'estate sta finendo" utgavs i maj 1985 och nådde snabbt topplistorna. Singeln hamnade på nummer ett i Italien och stannade där i två veckor. Under senare år har låten blivit populär inom fotbollsvärlden och har spelats i bl.a. Liverpool FC där den är känd som "Allez Allez Allez". Med samma låt gjorde Righeira ett framförande på sommarfestivalen Un disco per l'estate och lyckades även att vinna sångtävlingen Festivalbar samma år. Låten, trots sin titel om att sommaren är slut, utgavs i Italien i maj 1985, just när sommarperioden precis skulle påbörjas. Efter Festivalbar-segern blev låten ännu mer populär och lyckades till slut bli den mest spelade låten på jukebox under sommaren 1985 i Italien. "L'estate sta finendo" var skriven tillsammans av Stefano Righi, Stefano Rota och Carmelo La Bionda, även om Righi var den som fick inspiration till att skriva låten, medan han "korsade bron över floden Dora, ombord på spårvagn nummer 3."
År 1985 medverkade Stefano Rota i den italienska TV-serien Drive In, som sändes på kanalen Italia 1, där han framförde en sketch tillsammans med skådespelaren och komikern Enrico Beruschi.

#### San Remo-festivalen
Duon gjorde ett framträdande vid 36-årsjubileet av San Remo-festivalen 1986 med låten "Innamoratissimo". Låten uppmärksammades snabbt av kritiker, och gav en femtonde plats av arton deltagande efter slutröstningen. Bortsett från duons bristande kunnighet i scenframträdanden och deras medverkan i den första livesända versionen av San Remo-festivalen, möttes de av positiv kritik efter sitt framträdande. Righi beskrev senare att deras framträdande under San Remo-festivalen blev en "vändpunkt" i deras karriär.

#### Bambini Forever
Under 1986 utgavs även Righeiras andra studioalbum, Bambini Forever, som innehöll singeln "Italians a Go-Go" som själv kom att utgivas i slutet av maj. Låten fick ingen större framgång bland det italienska folket. Singeln "Oasi in città", som också fanns med på albumet, blev dock en hit när den utgavs året därpå.

#### Rimini Riminioch Zecchino d'Oro
1987 utgav Righeira singeln "Rimini Splash Down". Den var skriven tillsammans med La Bionda och sångerskan Raffaella Riva från det italienska italo disco-bandet Gruppo Italiano. Låten blev till slut signaturmelodin för komedifilmen Rimini Rimini, regisserad av Sergio Corbucci och utgiven på våren samma år. Gruppo Italiano gjorde flera samarbeten med Righeira under sin karriär och spelade även in en egen version av duons hit från 1985, "L'estate sta finendo", på sitt coveralbum Surf in Italy.
Samma år blev de inbjudna till 30-årsjubileet av sångtävlingen Zecchino d'Oro och gjorde ett framträdande med låten "Annibale".

#### Kanada
Den 4 september 1988 gjorde Righeira ett framträdande på nöjesparken Canada's Wonderland i Vaughan, Kanada. Framträdandet innehöll låtar från duons två första album, Righeira och Bambini Forever, samt duons nyutgivna låt "Compañero" och en coverversion på Patrick Hernandez låt "Born to Be Alive".

### 1990–2016: De sista projekten

#### Kontroverser,Uno, Zero, Centomilaoch den första upplösningen
"Ferragosto" utgavs 1990, en danssingel som skulle påminna om några av de tidiga singlarna, med ett nytt "Italo house"-sound som var populärt för den specifika tidsperiodens musik. 1990 framförde Righeira "Vamos a la playa" i musikprogrammet C'era una volta il festival, en tävling mellan kändisar som var populära och hade en framgångsrik musikkarriär under 1980-talet eller tidigare. 1992 samarbetade duon med albumet Uno, Zero, Centomila som innehöll låtar såsom "Vivo al 139" med inspiration från house-genren. En kort tid efter albumets utgivning gick Righi och Rota skilda vägar och duon upplöstes för första gången.
Den 19 november 1993 greps Stefano Righi i Padua tillsammans med 38 andra för droghandel och innehav av narkotika. Han satt i fängelse i fem månader för att sedan frikännas i slutet av rättegången.
I mitten av 1990-talet gav Stefano Rota liv åt ett nytt projekt vid namn Gloria Mundi tillsammans med låtskrivarna och musikerna Franco Battiato och Giusto Pio, som skulle vara ända fram till dess att Righeira utgav sitt fjärde album. Samtidigt spelade Righi in en låten "Papalla" tillsammans med den italienska duon Montefiori Cocktail, vilket blev till ett manifest för den nyfödda italienska loungescenen. År 1999, efter en sju år lång paus, återförenades duon och Righi och Rota började på nytt att producera musik tillsammans.
2002 utgav Righeira en EP med olika versioner av sin klassiska hit "Vamos a la playa".

#### Mondovisione,Tanzen Mit Righeira, samarbeten och den andra upplösningen
Under 2006 spelade man in det fjärde studioalbumet, Mondovisione, som senare utgavs den 2 februari 2007 i Italien. Albumet innehöll bl.a. singeln "La musica electronica" som de nådde en måttlig framgång med, med dens nostalgiska och elektroniska stil. I augusti 2007 deltog Righeira i anförandet av radioprogrammet L'estate sta finendo på radiostationen R101. Vid samma period deltog Stefano Righi i olika kortfilmer och experiment inom storstadsbion, däribland filmen Pink Forever, regisserad av Davide Scovazzo.
En dokumentär utgavs 2008 med titeln "Tanzen Mit Righeira", hämtat från titeln på duons debutsingel som även fanns med på debutalbumet Righeira. Den är producerad av Endeniu och gjord av Alessandro Castelletto. Dokumentären följer den konstnärliga och mänskliga historien om de två "bröderna".

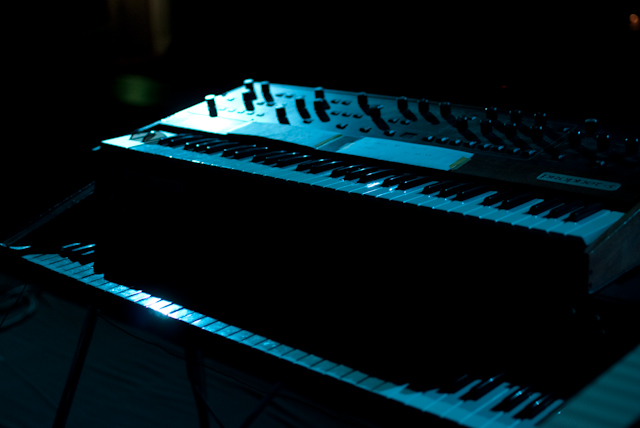
En Prophet-5 analog synthesizer användes för att bilda det unika soundet av några duons tidigaste singlar.

Den 13 juni 2011 utgav det italienska rockbandet Subsonica låten "La funzione", där Righeira krediterades efter att ha ingått i ett samarbete med bandet.
Musikduon upplöstes för andra gången år 2016, sjutton år efter återföreningen, då Stefano Righi meddelade sin separation, samtidigt som Stefano Rota meddelade sina planer på att flytta till staden Thiene, som ligger i provinsen Vicenza i norra Italien.

### Eftermäle

#### 2010-talet
Sedan den andra upplösningen 2016 tycks relationen mellan de två sångarna ha försämrats. Under en intervju som gjordes i augusti 2020, när Righi fick frågan om Rota skulle dyka upp, svarade han: "Jag tror inte att han vill, men om han gör det kommer jag inte att skicka iväg någon."

#### 2020-talet
Stefano Righi grundade sitt eget skivbolag, Kottolengo Recordings, 2020. Skivbolaget är baserat i Canavese, Italien.
Den 23 juli 2021, i samband med 40-årsjubileet för utgivandet av "Vamos a la playa", utgav Stefano Righi singeln igen i en helt ny electro-krautrock-version remixad av musikern och skivproducenten Gaudi.

## Musikstil och utveckling
Righeiras musik har främst beskrivits som italo disco, new wave och syntpop-influerad elektronisk musik. Duon experimenterade också med olika andra genrer under sin karriär, inklusive eurodance, rock, reggae och italo house.

### Influenser
Duons tidigaste influenser inkluderar Gipo Farassino och Filippo Tommaso Marinetti.

## Milstolpar
- Righeira vann den italienska sångtävlingen Festivalbar år 1985 med låten "L'estate sta finendo".

## Medlemmar
Senaste medlemmar
- Johnson Righeira – sång och keyboard (1983–1992, 1999–2016)
- Michael Righeira – sång, keyboard och munspel (1983–1992, 1999–2016)

## Diskografi
| Studioalbum - 1983 – Righeira - 1986 – Bambini Forever - 1992 – Uno, Zero, Centomila - 2007 – Mondovisione Samlingsalbum - 1985 – Righeira '83-'85 - 1988 – L'estate sta finendo - 1989 – Vamos a la playa - 2002 – The Best - 2002 – Greatest Hits - 2003 – Turbo Disco - 2012 – Référence 80 - 2022 – The Best of Righeira EP-skivor - 2002 – EP 2002 | Singlar - 1983 – "Tanzen Mit Righeira" - 1983 – "Vamos a la playa" - 1983 – "No Tengo Dinero" - 1984 – "Hey Mama" - 1985 – "L'estate sta finendo" - 1986 – "Innamoratissimo (Tu che fai battere forte il mio cuore)" - 1986 – "Italians a Go-Go" - 1986 – "Bambini Forever" - 1987 – "Oasi in città" - 1988 – "Compañero" - 1989 – "Garageamos" / "Adalas Omaet" - 1990 – "Ferragosto" - 2007 – "La musica electronica" |